# جيسوس زافالا
جيسوس زافالا (بالإسبانية: Jesús Eduardo Zavala) (و. 1987  م) هو لاعب كرة قدم، من المكسيك، ولد في مونتيري، مركز لعبه هو لاعب وسط.

## روابط خارجية
- جيسوس زافالا على موقع الاتحاد الدولي (مؤرشف)  (الإنجليزية)
- جيسوس زافالا على موقع قاعدة بيانات كرة القدم.إي يو (الإنجليزية)
- جيسوس زافالا على موقع ناشيونال فوتبول تيمز (الإنجليزية)
- جيسوس زافالا على موقع Soccerway.com (الإنجليزية)
- جيسوس زافالا على موقع AS.com (الإسبانية)